# Speakerboxxx/The Love Below
A 2003-as Speakerboxxx/The Love Below az OutKast ötödik nagylemeze. Duplalemezként jelent meg, a duó mindkét tagjának egy-egy albumát tartalmazza. A Speakerboxxx Big Boi, a The Love Below pedig André 3000 albuma.
A kritikusok már megjelenésekor dicsérték. A Hey Ya! és The Way You Move kislemezek a Billboard Hot 100 élére kerültek. Az album megnyerte a legjobb albumnak járó Grammy-díjat. Szerepel az 1001 lemez, amit hallanod kell, mielőtt meghalsz című könyvben. 2020-ban a Minden idők 500 legjobb albuma listán 290. helyen szerepelt.

## Az album dalai
| 1.  | Intro            |                                                                                  | 1:29 |
| 2.  | GhettoMusick     | Antwan Patton, Bunny Sigler, Kenny Gamble, André Benjamin                        | 3:56 |
| 3.  | Unhappy          | Patton, David Sheats                                                             | 3:19 |
| 4.  | Bowtie           | Patton, Phalon Alexander, Patrick Brown                                          | 3:56 |
| 5.  | The Way You Move | Patton, Carlton "Carl Mo" Mahone, Brown                                          | 3:54 |
| 6.  | The Rooster      | Patton, Mahone, Donnie Mathis                                                    | 3:57 |
| 7.  | Bust             | Patton, Myrna Crenshaw, Michael Render                                           | 3:08 |
| 8.  | War              | Patton, Sheats                                                                   | 2:43 |
| 9.  | Church           | Patton, Kevin Kendricks, Benjamin, Crenshaw, Brown                               | 3:27 |
| 10. | Bamboo           |                                                                                  | 2:09 |
| 11. | Tomb of the Boom | Patton, Cameron Gipp, Chris Bridges, Nathaniel Elder, Cory Andrews, James Patton | 4:46 |
| 12. | E-Mac            |                                                                                  | 0:24 |
| 13. | Knowing          | Patton, Benjamin                                                                 | 3:32 |
| 14. | Flip Flop Rock   | Patton, Shawn Carter, Render, Sheats                                             | 4:35 |
| 15. | Interlude        |                                                                                  | 1:15 |
| 16. | Reset            | Patton, Thomas Burton, Willie Knighton                                           | 4:35 |
| 17. | D-Boi            |                                                                                  | 0:40 |
| 18. | Last Call        | Patton, Benjamin, James Hollins, Brian Loving                                    | 3:57 |
| 19. | Bowtie           | Patton, Alexander, Brown                                                         | 0:34 |

| 1.  | The Love Below                                   | Benjamin | 1:27 |
| 2.  | Love Hater                                       | Kendricks, Benjamin | 2:49 |
| 3.  | God                                              | Benjamin | 2:20 |
| 4.  | Happy Valentine's Day                            | Benjamin | 5:23 |
| 5.  | Spread                                           | Benjamin | 3:51 |
| 6.  | Where Are My Panties?                            | | 1:54 |
| 7.  | Prototype                                        | Benjamin | 5:26 |
| 8.  | She Lives in My Lap                              | Willie Dennis, Isaac Hayes, Roger Troutman, Doug King, Rosario Dawson, Brad Jordan, Eric Vidal, Benjamin, Dino Hawkins | 4:27 |
| 9.  | Hey Ya!                                          | Benjamin, Patton | 3:55 |
| 10. | Roses                                            | Benjamin, Patton, Matt Boykin                                                                                          | 6:09 |
| 11. | Good Day, Good Sir                               | | 1:24 |
| 12. | Behold a Lady                                    | Benjamin | 4:37 |
| 13. | Pink & Blue                                      | R. Kelly, Benjamin | 5:04 |
| 14. | Love in War                                      | Benjamin | 3:25 |
| 15. | She's Alive                                      | Kendricks, Benjamin | 4:06 |
| 16. | Dracula's Wedding                                | Benjamin | 2:32 |
| 17. | The Letter                                       | | 0:20 |
| 18. | My Favorite Things                               | | 5:14 |
| 19. | Take Off Your Cool                               | Benjamin, Patton | 2:38 |
| 20. | Vibrate                                          | Benjamin, Patton | 6:38 |
| 21. | A Life in the Day of Benjamin André (Incomplete) | Benjamin, Patton | 4:50 |

## Közreműködők
| - OutKast – executive producer - André Benjamin – szólista, ének, háttérvokál, akusztikus és elektromos gitár, billentyűk, tenorszaxofon, programozás, producer - Big Boi – ének, producer - Aaron Mills – basszusgitár - Jef Van Veen – dob - Alex Reverberi – asszisztens - Antwan Patton – ének, háttérvokál, dob programozás, billentyűk, programozás, producer - Benjamin Wright – vonósok hangszerelése, karmester - Bernie Grundman – mastering - Big Gipp – ének, háttérvokál - Bonnie Hayes & the Wild Combo – ének - Brian "Big Bass" Gardener – keverés - Brian Gardner – mastering - Brian Paturalski – hangmérnök - Carl Mo – producer - Catherine Chan – cselló - Cee Lo Green – ének - Charles Veal – koncertmester, hegedű - Chris Carmouche – asszisztens, hangmérnök - Chris Steffen – asszisztens - Cutmaster Swift – vágás, producer - Darrel Thorpe – hangmérnök - Darrell Thorp – keverés - Darryl Otis Smith – gitár - David Arenz – vonósok - David Braitberg – vonósok - David Whild – gitár - Debra Killings – basszusgitár, háttérvokál - Dexter Simmons – keverés - Dojo5 – producer - Donald Whittemore – asszisztens - Donnie Mathis – gitár - East Side Boyz – ének - Eleanor Arnez – vonósok - Eric Johnson – vonósok - Gina Kronstadt – hegedű - Greg Burns – asszisztens - Greg Price – asszisztens - Hornz Unlimited – kürt, trombita, kürtök hangszerelése - Jared Robbins – asszisztens - Jay-Z – ének - Jazze Pha – háttérvokál - Jazze Pha – ének - Jeff Moses – asszisztens - Jeffrey Schulz – művészeti vezető, design - Jeminesse "Slimm Jim" Smith – programozás - Jim Sitterly – hegedű - Joe-Mama Nitzberg – kreatív igazgató - John Frisbee – igazgató - John Frye – hangmérnök, előkeverés, keverés - John Krovoza – cselló - Joi – háttérvokál, ének - Jonathan Mannion – fényképek - Josh Monroy – asszisztens - Kelis – ének - Kevin "KD" Davis – keverés - Kevin Brandon – nagybőgő - Kevin Kendricks – gitár, billentyűk | - Kevin O'Neal – nagybőgő - Kevin Smith – basszusgitár - Killer Mike – ének, háttérvokál - King Stephen – ének - Konkrete – ének - Lavish-J – fényképek - L.A. Reid – executive producer - Lil Jon – ének - Lisa Chien – cselló - Louis Kabok – hegedű - Ludacris – ének - Malik Albert – asszisztens - Marcy Vaj – brácsa - Marianne Lee Stitt – háttérvokál - Mark Cargill – hegedű - Mark Casillas – hegedű - Martin Smith – cselló - Marvin "Chanz" Parkman – orgona, billentyűk - Matt Still – hangmérnök - Mello – ének, háttérvokál - Michele Nardone – brácsa - Mildryln "Big Gul" Andrews – háttérvokál - Moffett Morris – nagybőgő - Moka Nagatani – hangmérnök - Mr. DJ – producer - Myrna Crenshaw – háttérvokál - Myrna Crenshaw – ének - Neal H. Pogue – keverés - Neil Pogue – keverés - Norah Jones – ének - Padraic Kernin – asszisztens, hangmérnök - Patrick Morgan – brácsa - Pete Novak – hangmérnök, előkeverés, keverés - Rabeka Tuinei – asszisztens - Rajinder Kala – konga - Reggie Doizier – keverés - Regina Davenport – A&R, művészek koordinálása, produkciós koordinátor - Reginald Dozier – hangmérnök - Richard Adkins – hegedű - Richard Keller – vonósok, vonósok hangszerelése - Robert Hannon – hangmérnök - Robin Ross – brácsa - Rosario Dawson – ének - Russell Buelna – asszisztens - Sanford Salzinger – vonósok - Sleepy Brown – ének, háttérvokál - Slimm Calhoun – ének - Terrence Cash – hangmérnök - Theresa Wilson – A&R - Tibor Zelig – hegedű - Tomi Martin – gitár - Tori Alamaze – háttérvokál - Torkil Gudnason – fényképek - Victor Alexander – dob - Vincent Alexander – asszisztens, hangmérnök - Warren Bletcher – asszisztens - Yarda Kettner – hegedű - Zaza – gitár |

## Fordítás
- Ez a szócikk részben vagy egészben a Speakerboxxx/The Love Below című angol Wikipédia-szócikk ezen változatának fordításán alapul.  Az eredeti cikk szerkesztőit annak laptörténete sorolja fel. Ez a jelzés csupán a megfogalmazás eredetét és a szerzői jogokat jelzi, nem szolgál a cikkben szereplő információk forrásmegjelöléseként.